# セントラルレジデンス新宿シティタワー
セントラルレジデンス新宿シティタワー（セントラルレジデンスしんじゅくシティタワー）は、東京都新宿区西新宿七丁目にある超高層マンション。建築主、分譲主は住友不動産。

## 概要
職安通りから中央線、山手線を越えた税務署通り沿いに位置する。新宿西口では、住居専用として初めて100mを超えるビルである。かつては低層住宅地が密集していたがバブル景気に伴い1990年代に地上げが行われた。バブル崩壊後しばらく駐車場であったが、2001年に完成。総戸数316戸。一階にはスーパーマーケットとして当初丸正、2021年2月からは「Olympic」が入る。東側の隣接地には西新宿七丁目地区市街地再開発事業として超高層ビルの建設が予定されている。

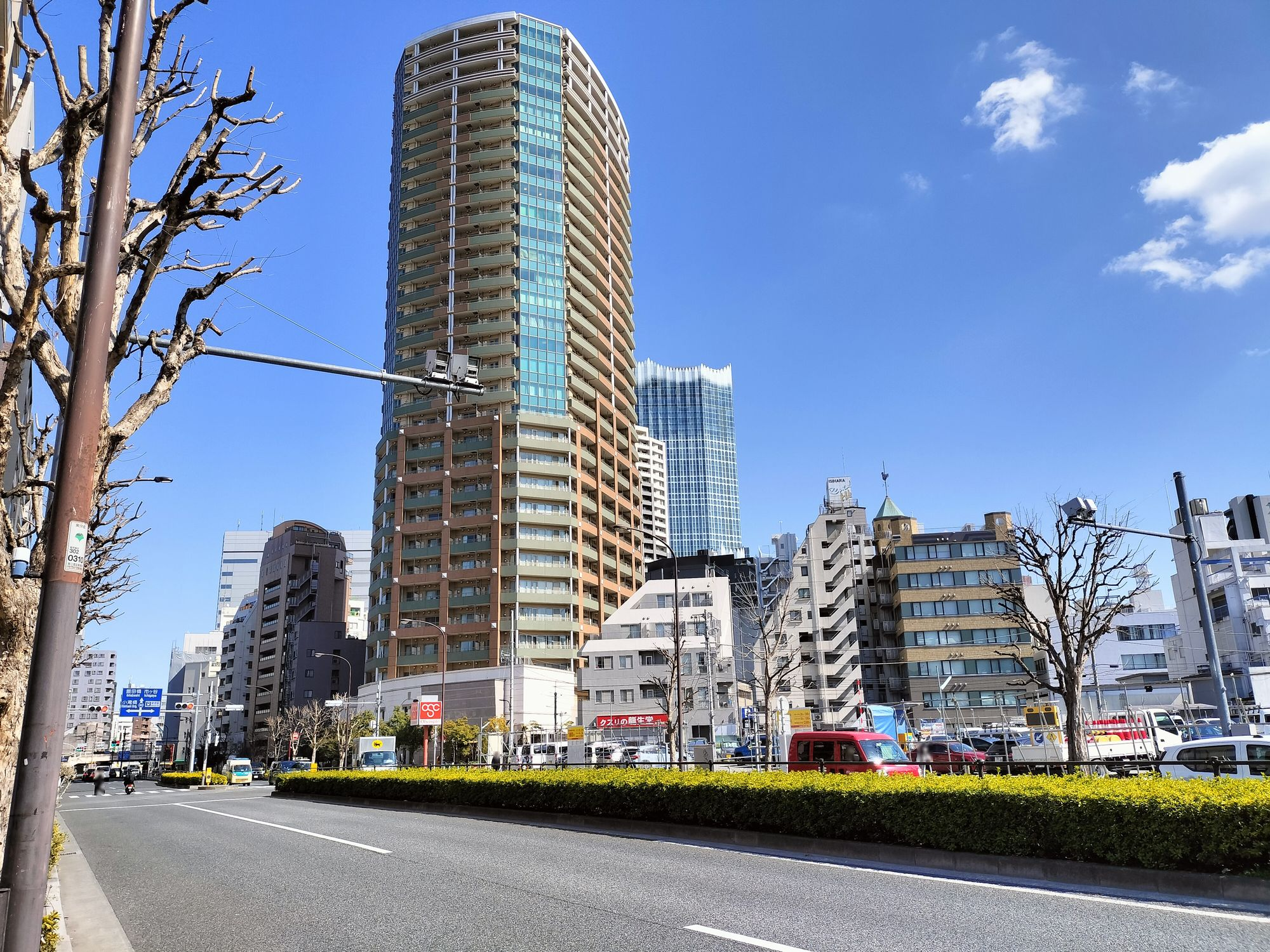
税務署通りから見る

## データ
- 階数：地上31階、地下2階
- 高さ：最高部104.50m
- 敷地面積：2,718m2
- 建築面積：1,617m2
- 延床面積：32,239m2
- 構造：RC造、S造
- 竣工：2001年（平成13年）12月
- 設計：伊東忠彦都市建築事務所
- 施工：住友建設（現三井住友建設）、浅沼組JV

## アクセス
- 都営地下鉄大江戸線 新宿西口駅 - 徒歩6分
- 東京メトロ丸ノ内線 西新宿駅 - 徒歩7分
- JR東日本・京王・小田急 新宿駅 - 徒歩9分
- JR東日本・ 大久保駅 - 徒歩5分